# Moteur avec cylindres en W
 (juin 2012).
Si vous disposez d'ouvrages ou d'articles de référence ou si vous connaissez des sites web de qualité traitant du thème abordé ici, merci de compléter l'article en donnant les références utiles à sa vérifiabilité et en les liant à la section « Notes et références ».
Pour un article plus général, voir Architecture des moteurs à pistons.
L'expression cylindres en W peut se comprendre de deux façons :
1. disposition en trois rangées de cylindres
2. disposition en double V séparé, ce qui donne quatre rangées de cylindres (pouvant être regroupées deux par deux).
Le moteur à cylindres en W est à l'origine, une variante du moteur avec cylindres en V qui comporte trois bancs de cylindres. Ce type de moteur a principalement été utilisé dans le domaine de l'aviation. Le Napier Lion, utilisé sur les Supermarine de la Coupe Schneider et sur différentes voitures de record, est le moteur en W le plus connu. 
On appelle aussi moteur à cylindres en W, un assemblage en V de deux blocs moteurs en V fermé. Chaque bloc en V est muni d'une culasse unique, comme celle d'un moteur en ligne, les cylindres étant disposés en quinconce.

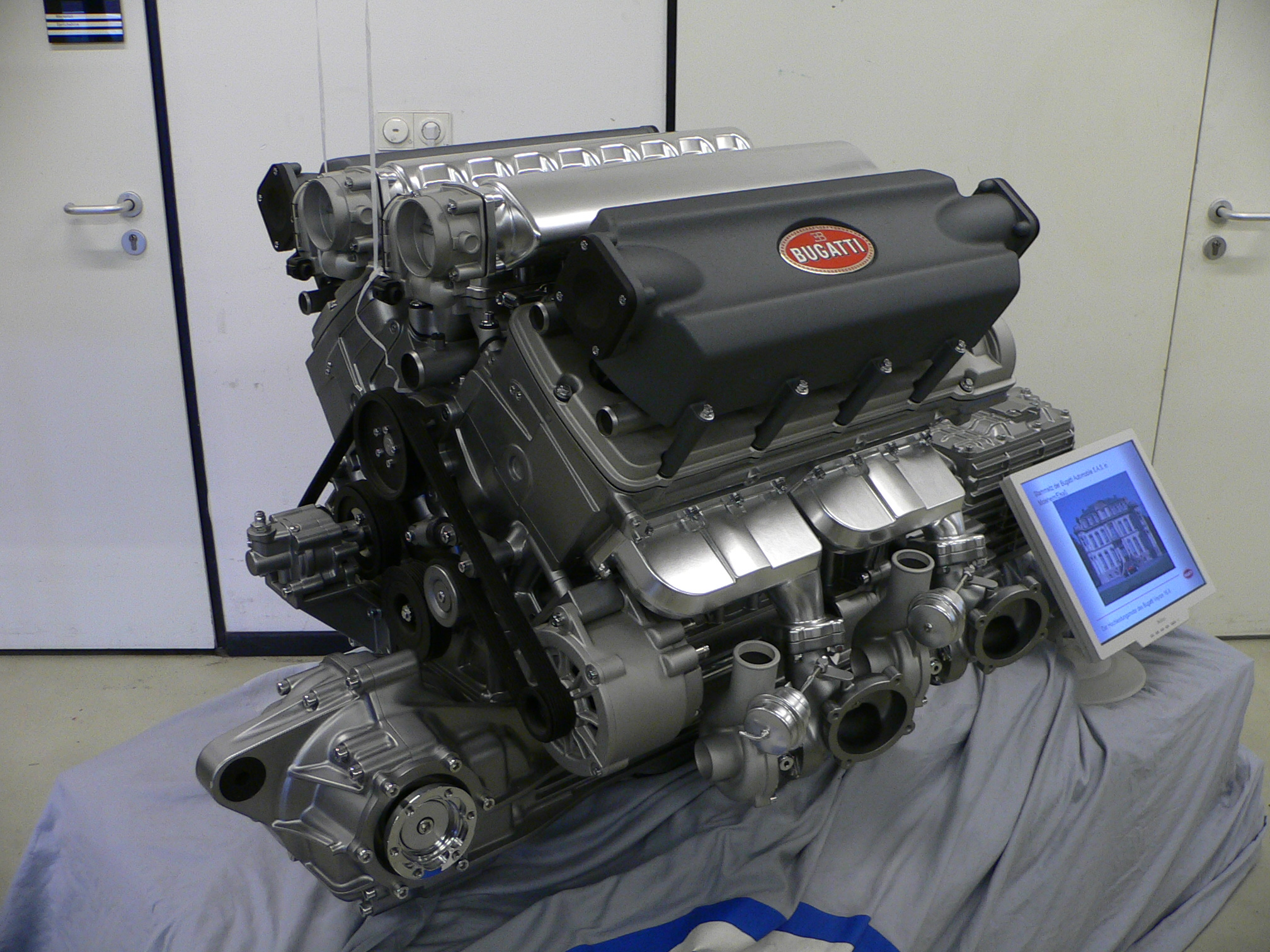
Moteur W16 de la Bugatti Veyron 16.4.

Moteur en éventail.

## Avantages
- Réduction de longueur par rapport à un moteur en V de cylindrée équivalente[1] ;
- Vilebrequin plus court
- Couple accru par rapport à un moteur V12 de même cylindrée

## Inconvénients
- Moteur plus large
- Complexité des culasses
- Coût élevé

## Utilisation
Quelques voitures de prestige utilisent cette architecture :
- Audi A8 W12 (2 bancs de VR6)
- Volkswagen Phaeton W12 (2 bancs de VR6)
- Volkswagen Touareg W12 (2 bancs de VR6)
- Volkswagen Passat W8
- Bentley Continental GT (W12 turbo, 2 bancs de VR6)
- Bentley Continental Flying Spur (W12 turbo, 2 bancs de VR6)
- Bentley Bentayga (W12 turbo, 2 bancs de VR6)
- Bugatti Veyron 16.4 (W16 turbo, 2 bancs de VR8)
- Bugatti Chiron (W16 turbo, 2 bancs de VR8 1500hp)
- Spyker C12 LaTurbie (W12, 2 bancs de VR6)
- Spyker C12 Zagato (W12, 2 bancs de VR6)

Concept-cars :
- Audi Avus Quattro (W12, 2 bancs de VR6)
- Bentley Hunaudières (W16, 2 bancs de VR8)
- Bugatti EB118 (W18, 3 bancs de 6 cylindres)
- Bugatti EB218 (W18, 3 bancs de 6 cylindres)
- Bugatti EB18/3 Chiron (W18, 3 bancs de 6 cylindres)
- Bugatti EB 18/4 Veyron (W18, 3 bancs de 6 cylindres en ligne)
- Bugatti 16C Galibier (W16 turbo, 2 bancs de VR8)
- Jimenez Novia W16 (4 moteurs 4 en ligne Yamaha)

Aviation :
- Allison V-3420 (W24, 2 bancs de 12 cylindres à 30°)
- Farman 12We (W12, 3 bancs de 4 cylindres)
- Hispano-Suiza 18R (W18, 3 bancs de 6 cylindres)
- Isotta Fraschini Asso 750 (W18, 3 bancs de 6 cylindres)
- Isotta Fraschini Asso 1000 (W18, 3 bancs de 6 cylindres)
- Lorraine 12 Eb (W12, 3 bancs de 4 cylindres)
- Napier Lion (W12, 3 bancs de 4 cylindres)
- Sunbeam Kaffir (W12, 3 bancs de 4 cylindres)